# 오카모토 안리
오카모토 안리(일본어: 岡本杏里, 1994년 7월 1일 ~ )는 일본의 패션 모델 및 배우이다.

## 내력
초등학교 3학년 여름방학에, 국립 요요기 경기장에서 열린 봄 고교 배구 전국대회의 경기 관람을 하고 돌아오는 중에 하라주쿠에서 현재 매니저에게 스카웃되었다. 당시 전념하고 있던 배구를 그만두고 연예계 진출. 처음에는, 연예활동에 전혀 관심이 없었고, 배구를 계속 할 생각이었지만, 사무소의 면접을 장난 반으로 보러갔더니 합격. 그렇지만, 사무소의 레슨을 다니는 것이 즐거워졌다, 라고 말했다. 2005년 3월부터 2006년 4월까지, 스타더스트 프로모션의 아이돌 유닛 Power Age에 소속되어 있었다. 엡슨의 TV 광고로 데뷔, 이후에는 주로 패션 모델이나 배우로서의 활동을 하고 있다.
2008년 8월의 BS-i 드라마 《도쿄소녀》에서, 연속 드라마 첫 출연. 2009년 2월부터는, 잡지 "세븐틴"의 전속모델이 되었다. 같은 해 3월에는, 출연한 영화 《얏타맨》이 개봉하였다.
2009년 10월 시작의 TBS계열 드라마 《소공녀 세이라》에서 지상파 드라마에 레귤러 출연.

## 인물·에피소드

### 모델
초등학교 4학년부터 패션모델으로서의 활동을 하고 있다. 장신으로 길쭉한 팔다리, 작은 얼굴과, 모델으로서 이상적인 체형이기 때문에, BOMB 편집부로부터 "미래의 슈퍼모델"으로 기대되고 있으며, 장래가 유망한 젊은 모델이다.
현재는, 청소년이 주 대상인 패션 잡지 "세븐틴"의 전속모델을 맡고 있다. 가입할 당시(2009년 2월 호)는 잡지의 최연소 모델이었다. 2006년부터 2009년까지는 잡지 "러브베리"의 전속모델을 맡고 있었다. 러브베리의 전속모델로는 같은 학년의 아라이 모에와 사이가 좋다.
세븐틴 모델 중에는, 키리타니 미레이가 동경 대상이다. 사이가 좋은 모델은, 세븐틴에서 유일한 동갑내기인 히로세 아리스 그 이외에는 아리스에 마유코와 오마사 아야, 오카모토 아즈사, 스즈키 유나, 쿠사카리 마유와도 사이가 좋다. 오마사는, 사무소의 선배이기도 해서 세븐틴 모델이 되기 전부터 사이가 좋았다. 오마사에게는 "친언니같은 사람. 자주 상담받고 있습니다"라고 인터뷰에서 말했다. 오카모토와 아리스에는, "사랑과 오샤레와 남자아이"에서 함께 공연한 적도 있고, 오마사도 제 5화에서 게스트 출연했다. 스즈키와 쿠사카리와는, 세븐틴의 동기. 오카오토는 세븐틴 모델 중에 다리가 86cm로 가장 길다.
패션 통판 사이트 "SMOOCH(スムーチ)"에서 전속으로 오리지널 티셔츠를 디자인했다. 티셔트의 모양부터 디자인까지 전부 자신이 생각해서, 자신이 좋아하는 날씬한 모양의 티셔츠를 만들었다.
2009년 4월부터는, 《메자마시 테레비》 〈MOTTO지금 시간!〉(후지 TV)에서, 리포터로써 고정 출연하고 있다.

### 배우
초등학교 6학년 때에 출연한 "스마일 성탄의 기적"에서는, 피겨스케이팅에 도전했다. 스케이트의 경험은 전혀 없었지만, 니시타 미와의 지도 아래, 3개월만에 점프와 스핀까지 할 수 있도록 되었다. "스마일"에서는 질병을 앓고 있는 소녀를 연기해서 아직 연기 경험이 부족한 탓에 우는 연기가 어려웠다고 말했지만, "자신이 경험하지 않은 것이여도, 역을 받으면 제대로 연기하지 않으면 안된다"라고 배웠다고 한다. 2010년에 방영된 P&G팬틴 드라마 스페셜 "첫사랑 클로니클"에서, 다시 피겨에 도전했다.
오디션에 합격하여 출연하게 된 영화 《얏타맨》에서는 격렬한 액션연기에 도전했다. 《사랑과 오샤레와 남자아이》(BS-TBS) 에서는, 주연의 1명으로써, 세계 최초의 "한 장면의 한 컷트 (One scene, one cut)"의 연속 드라마를 성공시켰다. 학원 드라마에 출연하고 싶다는 소망이 있었지만, 2009년 10월부터 《소공녀 세이라》(TBS)에 출연함에 따라 꿈이 이루어졌다. 세이라에서 공동 출연한 시노하라 츠구미와 코지마 후지코와는 사이가 좋다.
BS-TBS의 드라마 프로듀서, 니와 타몬 앤드루에게 매우 높게 평가되고 있으며, 방송국 제작 드라마에 자주 출연하고있다. 니와는 러브베리의 전속 모델을 맡고 있던 오카모토의 존재를 알고, "조금 재밌으니까 써보자"라고 생각한 것이 계기로, "사랑하는 일요일 세자매"의 주연으로 발탁되었다.
니와로부터는, 오마사 아야와 우류 미사키, 미즈사와 에레나, 사쿠라바 나나미, 야마시타 리오와 함께, 미래의 성공은 확실하다고 말해지고 있다. “대여배우가 될 소질이 있다”라고 기대되고 있다.
연기에 대해서는, "혼자서는 찾을 수 없는 자신을 알게되거나, 자신과는 다른 역할을 할 수 있다는 것이 재밌다"라고 말했다. 목표하는 여배우로서는 다케우치 유코와 카호를 인터뷰에서 꼽았다. 영화 "모래시계"에서는, 카호와 함께 연기했다. 이 작품에서는 시마네 사투리로 연기하고 있다.
장래에는 드라마와 CM 등 폭 넓은 장르에 도전에는, 미소가 아름다운 여배우가 되는 것이 목표라고 말했다.

### 그 외
- 취미는, 식품 모형 모으기와 과학관을 둘러싸고 절규머신타기, 네일 아트[9] 등. 특히, 식품 모형 모으기에 열중이고, 수집을 지나서 자신의 방은 대단히 어지럽다. 갓파바시 (그릇 등 주방기기를 파는 곳으로 유명)까지 가서 사고 있다.[17] 칸사이 테레비에서 방영된 "NEXT 해체신녀"에서는, 식품 모형을 만드는 체험도 했다.[18] 가장 마음에 드는 것은 해물 덮밥 샘플.[19]
- 특기는 배구와 트램펄린, 댄스. 배구는, 부모님과 오빠가 하고 있어서, 초등학교 1학년부터 본격적으로 배구를 시작했다. 연예계에 들어와서 초등학교 4학년까지는 계속했었고, 전국대회에도 나갔었다.[3][19]
- 가장 좋아하는 음식은, 우메보시. 이유는 신맛과 실제의 식감이 견딜 수 없어서.[20]. "크리스마스와 생일선물로도 우메보시 받습니다 (웃음)"이라고, 인터뷰에서 말한 적도 있다.[3] 그외의 좋아하는 것은 만두. 싫어하는 것은 굴[21]
- 오빠가 한 명 있다. 조부모도 같이 거주하고, 근처에 사촌도 살고 있어서, 주말에는 친척 10명 정도와 함께 저녁을 먹는다.[17] 하지만, 오빠는 지방의 대학교에 통학하고 있어서, 현재는 같이 살고 있지 않다.[22]
- 혈액형은 A형이면서, "청소는 좋아하지도 않고, 가방 안에도 지저분 (웃음)"이라며 자기분석하고 있다.[3] 학교에서는 친구들이 곧잘 "시끄러워"라고 한다고 한다. 하지만 "텐션은 조금 높아질 때도 있지만, 거기까지 코메디라고 하나, 웃기는 캐릭터가 아니야"라고 한다[23]
- 음악 감상은 무척 좋아하지만, 노래 부르는 것에는 관심도 없고, 특기이지도 않다. 노래방에도 별로 가지 않는 편이고, 가도 절대로 노래부르지 않는다. "동경소녀"에서는 주제가를 직접 불러서 연기보다도 노래하는 것이 불안했다고 한다. 하지만, 이시바시 안나 정도로 노래를 잘했더라면 불러보고 싶다고 함.[19][23]
- 잘 못하는 과목은 일본사로서, 선생님으로부터, "드라마의 대사는 잘 외우면서"라며 혼났지만, 본인이 말하길, "좋아하는 것 이외에는 머리에 잘 들어오지 않는다" 라고[24]
- 킹쿠마 햄스터를 키우고 있다. 이름은 "무기짱".[24].
- 부모님이 자전거를 못타게 한다. 탈 수 없는 것은 아니다.[25]
- 첫사랑은, 유치원 시절이라고 주위에서 말해지고 있지만, 그 상대를 좋아했던 기억이 없는 것 같다.[9]
- 최근, 버블 티에 빠져있음. 밖에서 마시는 것도 좋아하지만, 집에서도 만든다. 밖에서는 반드시 밀크티 버블 티, 집에서는 타피오카 펄 한 스푼 넣은 커피가 마이붐[26]
- 좌우명은 "웃는 것은 가장 익숙한 행복이다"[9]
- 입버릇은 "뭐지......"[19]
- 나오고 싶은 방송은, "KUNOICHI"[19]
- 좋아하는 브랜드는 "ANAP" 지만, 그렇게 신경쓰지 않는다.[19]
- 좋아하는 책은 오가와 이토의 《식당 달팽이》[21]
- 좋아하는 영화는 《하이스쿨 뮤지컬》, 《카모메 식당》[21]

## 출연 작품

### 영화
- 한숨의 이유(ため息の理由) (2005년 개봉) - 카토 로사의 어린 시절 역.
- 스마일 성탄의 기적(スマイル 聖夜の奇跡) (2007년 12월 15일 개봉) - 시노하라 레나 역.
- 모래시계(砂時計) (2008년 4월 26일 개봉) - 츠키시마 시이카 (중고생 시절) 역.
- 얏타맨(ヤッターマン) (2009년 3월 7일 개봉) - 카이에다 쇼코 역.
- 핸드폰 형사 THE MOVIE 3 모닝구 무스메。구출 대작전! ~판도라 상자의 비밀~(ケータイ刑事 THE MOVIE3 モーニング娘。救出大作戦!〜パンドラの箱の秘密) (2011년 2월 5일 개봉) - 제니가타 유이 역.

### 텔레비전

#### 드라마
- 아랑-GARO-(牙狼-GARO-) (2005년, TV Tokyo) - 삼신관 벨 역.
- 1리터의 눈물 특별편 ~추억~(1リットルの涙 特別編〜追憶〜) (2007년 4월 5일, 후지 TV) - 나가시마 미즈키 역.
- 섹시 보이스 앤 로보 LastVoice 구할 수 있는 건 우주에서 나 하나 セクシーボイスアンドロボLastVoice「救えるのは宇宙で私だけ」 （2007년 6월 19일 NTV) - 전학생 역.
- 사랑하는 일요일(恋する日曜日) 제 3시리즈 제 25화 "세자매" (2007년 6월 23일 BS-i) - 주연 타도코로 안나 역.
- 도쿄소녀 "신간 소녀" (2008년 2월 17일, BS-i) - 주연 마이 역.
- Around40~주문 많은 여자들~(Araund40〜注文の多いオンナたち〜) 제11화 〈40세, 행복의 결정〉 (2008년 6월 20일 TBS) - 모리무라 나오 (소녀 시절) 역.
- 도쿄소녀 오카모토 안리 전 5화 (2008년 8월 기, BS-i) - 주연
- Pocky 4 Sisters! (BS-i·마법의 i랜드 TV) - 삼녀 키쇼 안리 역.
- 사랑과 오샤레와 남자 아이 (2009년 4월 - 6월, BS-TBS) - 주연의 1명.
- NEXT 「사랑하는 안리☆추리 중」 (2009년 4월 9일, 16일, 23일, 칸사이 TV, 차세대 여배우를 4명 골라 3주에 걸쳐 방송하는 드라마 기획 컷. 칸사이 지구 한정.) - 시이나 안리 역.
- 핸드폰 형사 제니가타 이노치 스핀 오프 "제니카타 이노치의 휴일" (WEB)
- 소공녀 세이라 (2009년 10월 - , TBS) - 쇼지 마사미 역.
- P&G 펜틴 드라마 스페셜 "첫사랑 크로니클" (2010년 3월 13일, BS후지)
- 핸드폰 형사 제니가타 유이 (2010년 12월 - 2011년 2월, BS-TBS) - 주연 제니가타 유이 역.
- 자만 형사 제 10화 (2010년 9월 10일, TBS) - 유키 아카네 역.
- LADY~마지막 범죄 프로파일~ (2011년 1월 - , TBS) - 카츠키 마이코 역.
- 수수께끼 풀이는 저녁식사 후에 (2011년 10월 18일 - , 후지 TV) - 소모리 아즈미 역.

#### 정보
후지 TV
- 《메자마시 테레비》 "MOTTOいまドキ!" (2009년 4월 - , 리포터로써 고정 출연.)

#### 버라이어티
- 우치스타 Collection (2007년, 후지 TV)
- 붓타마! (2009년 9월 5일, 칸사이 TV)

#### CM
- 세이코 엡슨
- 코바야시 제약 비후나이토 (2007년 - )
- 에자키 그리코 포키4자매 (2008년 11월 말 - ) - 삼녀 키쇼 안리 역.
- 로토 제약 멘소레담 모이스티아라 (2010년 7월 24일 - ) - 고리키 아야메, 아리스에 마유코, 스즈키 유나와 공동 출연.

### 잡지
- 나카 요시 (코단샤)
- 레몬 하이틴 플러스 (바우 하우스)
- 퓨어 퓨어 (2005년 타츠미 출판)
- 러브베리 (2006년 - 2009년 2월 호, 토쿠마 서점) 전속 모델
- 전격왕 (2006년, 미디어 웍스)
- 챠오 (쇼가쿠칸)
- Seventeen (2009년 3월 호 - ) 전속 모델

기타 일회성 잡지 게재 다수.

### 서적
- 타케쿠라베 [히구치 카즈하]의 SDP Bunko 2008년 7월 초판. 하프 커버 표지 및 그라비아 페이지 (8 페이지 분)에 사진을 게재.

### 무대
- 핸드폰 형사 제니가타 이노치(歌だ!祭りだ!〜BS･TBSサマーパーティーin赤坂BLITZ!ファン感謝祭歌謡祭〜) (2009년 8월, 赤坂BLITZ)
- 핸드폰 형사 제니가타 유이 (初恋は死の香り！～愛はかげろうのように殺人事件) (2010년 12월, 혼다 극장)

### 라디오
- FM라디오 つきのふね (2010년 7월 24일, NHK-FM) - 주연 사쿠라 역.

### Web

#### 드라마
- 한숨의 이유 (2005년)
- Pocky 4 Sisters! (2008년 12월)

### PV
- 2008년
  - YUI - 〈Laugh Away〉, 〈SUMMER SONG〉
  - moumoon - 〈more than love〉
- 2009년
  - JURIAN BEAT CRISIS - 〈逢いたいよ…love you〉
- 2010년
  - YUI - 〈GLORIA〉
  - JURIAN BEAT CRISIS - 〈フライング・ラビット〉, 〈サクラ舞う〉
  - 오치 마사히로 - 〈さくら〉